# Hana Fillová
Hana Fillová, rozená Krejčová, křtěná Johana Anna (25. září 1890 Nový Bydžov – 10. března 1958 Praha) byla česká malířka, manželka Emila Filly, sestra hudebního skladatele Iši Krejčího.

## Život
Hana Krejčí, byla dcerou vysokoškolského profesora filozofie, psychologie a logiky Františka Krejčího. Studovala na gymnáziu s výtvarným zaměřením a později navštěvovala přednášky na Filozofické fakultě Univerzity Karlovy. Posléze se věnovala výtvarnému umění.
Roku 1913 se provdala za malíře Emila Fillu. Roku 1914 pobývali v Paříži a po Sarajevském atentátu tam zůstali. Jako rakouští občané však nedostali ve Francii azyl a proto museli odjet do neutrální Belgie. Rovněž Belgii však byli brzy nuceni opustit a 1. světovou válku prožili v Holandsku.
Po celý život podporovala svého manžela a obdivovala jeho práci. Jak v době, kdy byl vězněn v koncentračním táboře v Buchenwaldu, tak v období komunistického režimu, kdy byl význam Fillova díla potlačován. Po manželově smrti se zasloužila o otevření pamětní síně na zámku v Peruci. Zemřela 10. března 1958.

## Dílo
Malovala především krajiny a zátiší. Zúčastňovala se výstav SVU Mánes. Namalovala též řadu portrétů, hlavně svých příbuzných a přátel.